# Kathy Baker
Kathy Baker (Midland, 8 de junho de 1950) é uma atriz norte-americana vencedora de diversos prémios, incluindo três Emmy com a série Picket Fences, nos anos 90.

## Filmografiaparcial
- Bulevar (2014)
- Everybody Loves Whales (2012)
- The Jane Austen Book Club (2007)
- Medium (2005)
- All the King's Men (2005)
- Spring Break Shark Attack (2005)
- 13 Going on 30 (2004)
- Cold Mountain (2003)
- Assassination tango (2002)
- Boston Public (2001–2002)
- Ratz (2000)
- Picket Fences (1992)
- Jennifer 8 (1992)
- Eduardo Mãos de Tesoura (1990)
- Jacknife (1989)
- Dad (1989)
- Clean and Sober (1988)
- Street Smart (1987)